# Thalictrum cultratum
Thalictrum cultratum là một loài thực vật có hoa trong họ Mao lương. Loài này được Wall. miêu tả khoa học đầu tiên năm 1831.